# Pão de aveia
Pão de aveia é um pão-folha feito com flocos de aveia ou outro produto preparado com aveia típico da Grã-Bretanha. Existem variantes, sendo a da Escócia considerada um produto tradicional, com uma das marcas comerciais atestada pela rainha.  Na Inglaterra também há variantes tradicionais, como a de Derbyshire e North Staffordshire  e a de Lancashire 
Recentemente, o pão de aveia deixou de ser apenas um substituto pobre para o pão, ou uma relíquia tradicional, e passou a ser comercializado como comida rápida, recheado com bacon, queijo, salsicha ou alimentos doces. 